# Aida Toledo
Aida Toledo (sinh năm 1952) là một nhà thơ Guatemala, nhà văn truyện ngắn và nhà giáo dục.

## Tiểu sử
Sinh ra tại thành phố Guatemala năm 1952, Toledo học văn học tại Đại học San Carlos. Sau đó, bà theo học tại Đại học Pittsburgh, nơi bà có bằng thạc sĩ (1997) và bằng tiến sĩ (2001) về văn học và văn hóa Mỹ Latinh. Bà đã dạy ở nước ngoài tại Đại học Alabama, Đại học Toulouse II - Le Mirail và Đại học Arizona và tại Guatemala tại Đại học Rafael Landívar và tại Centro de Investigaciones Regionales de Mesoamérica (CIRMA).
Một trong những nhà thơ quan trọng nhất của Trung Mỹ, công trình của Toledo thể hiện một hương vị gợi cảm thân mật của chủ nghĩa nữ quyền khiêu khích. Trong truyện tranh Pezóculos (2001) của bà, 14 truyện ngắn ở phần đầu của cuốn sách giới thiệu những nhân vật nữ chịu đựng những loại phụ nữ áp lực xã hội thường xuyên trải qua. Sau đó, đến 10 văn bản trong văn xuôi thơ mộng với những phản ánh triết học xuất phát từ nền tảng học thuật của Toledo.
Aida Toledo kết hôn với Enrique Noriega (sinh năm 1949), một nhà thơ từng đoạt giải thưởng từ Guatemala.

## Tác phẩm
Các ấn phẩm của Toledo bao gồm các tác phẩm học thuật, tuyển tập thơ và tiểu thuyết:
Tác phẩm hàn lâm
- 1999: En la mansa oscuridad blanca de la cumbre, tiểu luận về oeuvre Miguel Ángel Asturias
- 2001: Vocación de herejes, phản ánh về văn học Guatemala đương đại
- 2004: Desde la zona abierta, các bài báo quan trọng về công việc của Ana María Rodas
- 2008: Otra vez Gómez Carrillo

Bộ sưu tập thơ

- 1990: Brutal batalla de silencios (Brutal Battle of Silences)
- 1994: Realidad más extraña que el sueño (Reality Stranger Than Dream) mà bà đã giành được cuộc thi thường trực Trung Mỹ ngày 15 tháng 9 năm 1992
- 1997: Cuando Pittsburgh no cesa de ser Pittsburgh
- 1998: Bondades de la cibernética/Kindness of Cybernetics
- 2006: Con la lengua pegada al paladar (Giải Quetzaltenango Hispanic-American năm 2003)
- 2010: Un hoy que parece estatua

Truyện ngắn
- 2001: Pezóculos (một tiêu đề phát minh kết hợp "pezón", núm vú và "monóculos", monocles)

## Giải thưởng
Toledo đã nhận được một số giải thưởng văn học bao gồm giải nhất tại cuộc thi văn học Mỹ gốc Tây Ban Nha lần thứ 66 tại Quetzaltenango với bộ sưu tập thơ của bà Con la Lengua Pegada al Paladar (Với lưỡi bị mắc kẹt trên đỉnh miệng).